# Международен университет в Струга
Международният университет в Струга (на македонска литературна норма: Меѓународен во универзитет Струга; на албански: Universiteti Ndërkombëtar i Strugës) е частен университет в Северна Македония. 
Университетът е основан в 2005 година. Има два кампуса, разположени в градовете Струга и Гостивар с приблизително 2500 студенти. Международният университет в Струга има четири факултета: Икономически факултет, Юридически факултет, Факултет по политически науки и Факултет по информационни технологии.
| Бакалавърска                    | Магистърска                     | Докторска          |
| ------------------------------- | ------------------------------- | ------------------ |
| Икономика и бизнес              | Икономика и бизнес              | Икономически науки |
| Маркетинг и финансов мениджмънт | Маркетинг и финансов мениджмънт |                    |

| Бакалавърска               | Магистърска                | Докторска    |
| -------------------------- | -------------------------- | ------------ |
| Право                      | Право                      | Правни науки |
| Криминоложки и детективски | Криминоложки и детективски |              |

| Бакалавърска     | Магистърска          | Докторска        |
| ---------------- | -------------------- | ---------------- |
| Компютърни науки | Приложна информатика | Компютърни науки |

| Бакалавърска | Магистърска | Докторска         |
| ------------ | ----------- | ----------------- |
| Дипломация   | Дипломация  | Политически науки |